# Motif de distinction illicite
Dans le droit des libertés publiques, un motif de distinction illicite est la véritable raison qui motive une personne physique, une personne morale ou un État à discriminer illégalement quelqu'un. Par distinction illicite, on entend une distinction à proprement parler, ainsi qu'une exclusion ou une préférence.  

## Théorie
Les motifs de distinction illicite prennent généralement la forme d'énumérations dans des législations importantes telles que des lois constitutionnelles, des lois quasi-constitutionnelles, des lois relatives au travail ou, dans certains pays, des lois pénales. Les listes de motifs de distinction illicite peuvent varier en profondeur en fonction du ressort territorial concerné.   
Derrière la notion de motif de distinction illicite, il est sous-entendu qu'une discrimination qui ne figure pas à la liste est en théorie légale, dans la mesure où l'énumération de la loi est réputée exhaustive. Par exemple, la notoriété ou le signe astrologique sont en pratique jamais inclus dans les énumérations de motifs de distinction illicite et la discrimination pour ces raisons est en principe permise. 
Par contre, certaines énumérations de motifs de distinction illicite peuvent être non exhaustives (par ex. celle de la Charte canadienne des droits et libertés) car elles contiennent le mot « notamment », donc de telles listes peuvent venir à inclure des discriminations qui ne sont pas explicitement prévues, en autorisant une ouverture plus large de l'énumération par les tribunaux.    
Les listes de motifs de distinction illicite ont tendance à augmenter d'année en année, elles sont fréquemment mises à jour et donc il est nécessaire de vérifier les lois pertinentes régulièrement pour voir si l'énumération est à jour.

## Autres critères de la discrimination
Dans certains ressorts territoriaux et en vertu de certaines lois, la preuve de l'existence d'un motif de distinction illicite n'est pas l'unique critère nécessaire pour prouver la discrimination. Il peut exister d'autres critères comme la preuve de l'entrave à l'exercice d'un droit ou d'une liberté (voir par ex. l'arrêt Ward c. Québec (Commission des droits de la personne et des droits de la jeunesse) pour le Québec, où la Cour suprême insiste sur la nécessité de prouver les effets  discriminatoires).

## Droit par pays

### Canada
L'article 15 de la Charte canadienne des droits et libertés interdit « notamment des discriminations fondées sur la race, l’origine nationale ou ethnique, la couleur, la religion, le sexe, l’âge ou les déficiences mentales ou physiques. ». Bien que cette liste adoptée en 1982 n'inclut pas l'orientation sexuelle, l'utilisation du mot « notamment » a permis à la Cour suprême de conclure dans l'arrêt Egan c. Canada de 1995 que l'orientation sexuelle est implicitement incluse.
La Loi canadienne sur les droits de la personne, applicable aux personnes assujetties à la compétence du Parlement du Canada, énonce à son article 3 (1) que « Pour l’application de la présente loi, les motifs de distinction illicite sont ceux qui sont fondés sur la race, l’origine nationale ou ethnique, la couleur, la religion, l’âge, le sexe, l’orientation sexuelle, l’identité ou l’expression de genre, l’état matrimonial, la situation de famille, les caractéristiques génétiques, l’état de personne graciée ou la déficience ».
Les lois quasi-constitutionnelles de provinces prévoient des motifs de distinction illicite. L'article 10 de la Charte des droits et libertés de la personne du Québec interdit « la distinction, exclusion ou préférence fondée sur la race, la couleur, le sexe, l’identité ou l’expression de genre, la grossesse, l’orientation sexuelle, l’état civil, l’âge sauf dans la mesure prévue par la loi, la religion, les convictions politiques, la langue, l’origine ethnique ou nationale, la condition sociale, le handicap ou l’utilisation d’un moyen pour pallier ce handicap ». Le Code des droits de la personne de l'Ontario énonce plusieurs énumérations de motifs de distinction illicite selon que la discrimination concerne les services, le logement, le contrat, l'emploi ou d'autres situations susceptibles de générer des discriminations.  
Dans la Déclaration canadienne des droits (une loi principalement à caractère historique adoptée en 1960), le législateur fédéral canadien énonce à son article 1 que « les droits de l’homme et les libertés fondamentales ci-après énoncés ont existé et continueront à exister pour tout individu au Canada quels que soient sa race, son origine nationale, sa couleur, sa religion ou son sexe ».
La Loi sur la non-discrimination génétique  interdit la discrimination fondée sur l'information génétique. 
Dans l'arrêt Vriend c. Alberta , la Cour suprême a jugé que l'omission par le législateur albertain d'inclure l'orientation sexuelle comme motif de distinction illicite dans la liste exhaustive de sa loi quasi-constitutionnelle provinciale est en soi discriminatoire.

### États-Unis
Le titre 8 du Civil Rights Act des États-Unis prohibe la discrimination fondée sur « la race, la couleur, la religion, le sexe ou l’origine nationale ». 
Les motifs de distinction illicite sont contenus dans des lois fédérales ou des lois d'états fédérés. Elles peuvent par exemple inclure la race, le sexe (y compris orientation sexuelle et identité de genre), la grossesse, la religion, l'origine nationale, le handicap (physique ou mental, y compris le statut ), l'âge (pour les travailleurs de plus de 40 ans), le service ou l'affiliation militaires, la faillite ou les créances irrécouvrableset les informations génétiques.

### France
L'article 225-1 du Code pénal français définit une liste de critères qui entrent dans la constitution d'une discrimination :

« Constitue une discrimination toute distinction opérée entre les personnes physiques sur le fondement de leur origine, de leur sexe, de leur situation de famille, de leur grossesse, de leur apparence physique, de la particulière vulnérabilité résultant de leur situation économique, apparente ou connue de son auteur, de leur patronyme, de leur lieu de résidence, de leur état de santé, de leur perte d'autonomie, de leur handicap, de leurs caractéristiques génétiques, de leurs mœurs, de leur orientation sexuelle, de leur identité de genre, de leur âge, de leurs opinions politiques, de leurs activités syndicales, de leur capacité à s'exprimer dans une langue autre que le français, de leur appartenance ou de leur non-appartenance, vraie ou supposée, à une ethnie, une Nation, une prétendue race ou une religion déterminée.
Constitue également une discrimination toute distinction opérée entre les personnes morales sur le fondement de l'origine, du sexe, de la situation de famille, de la grossesse, de l'apparence physique, de la particulière vulnérabilité résultant de la situation économique, apparente ou connue de son auteur, du patronyme, du lieu de résidence, de l'état de santé, de la perte d'autonomie, du handicap, des caractéristiques génétiques, des mœurs, de l'orientation sexuelle, de l'identité de genre, de l'âge, des opinions politiques, des activités syndicales, de la capacité à s'exprimer dans une langue autre que le français, de l'appartenance ou de la non-appartenance, vraie ou supposée, à une ethnie, une Nation, une prétendue race ou une religion déterminée des membres ou de certains membres de ces personnes morales. »

### Royaume-Uni
L'article 4 de la Equality Act 2010 du Royaume-Uni interdit la discrimination pour les motifs de d'âge, d'invalidité, de changement de sexe, de mariage et partenariat civil, grossesse et maternité, de race, de religion ou croyance, de sexe et d'orientation sexuelle.